# .kp
.kp  (Inglês: Democratic People's Republic of Korea) é um código TLD (ccTLD) na Internet para a Coreia do Norte, criado em 24 de setembro de 2007.

## Internet na Coreia do Norte
A Coreia do Norte não tem atualmente nenhum provedor de Internet. De acordo com o ditador Kim Jong-Il, que se autoproclamava perito em Internet: "Eu também sou um perito em Internet. Não há problema em conectar apenas a Região Industrial de Kaesong, mas muitos problemas irão acontecer se conectarmos as regiões do norte."
O acesso à Internet é raro e limitado. Os Repórteres sem Fronteiras descreveram o país como "o pior buraco negro da Internet no mundo"  e que "a Internet oficialmente não existe no país mais isolado do mundo, mas apenas um pequeno número de pessoas privilegiadas podem se conectar através da conexão por telefone ou via satélite." 
Os sites governamentais não estão no domínio .kp e todos estão hospedados fora da Coreia do Norte. O endereço de dprkorea.com é de um provedor chinês.